# Lipnița (gmina)
Lipnița – gmina w Rumunii, w okręgu Konstanca. Obejmuje miejscowości Canlia, Carvăn, Coslugea, Cuiugiuc, Goruni, Izvoraele i Lipnița. W 2011 roku liczyła 3168 mieszkańców.